# Miguel Vences
Miguel Vences (ur. 24 kwietnia 1969 w Kolonii) – niemiecki herpetolog i biolog ewolucyjny. Jego badania skupiają się na gadach i płazach Madagaskaru. Współpracuje z Frankiem Glawem przy wielu opisach gatunków taksonomicznych; razem opisali ponad 200 nowych gatunków żab i liczne nowe gatunki węży, kameleonów oraz innych gadów. W 1993 skończył Uniwersytet Koloński, a w 2005 zdobył tytuł profesora.